# Élection présidentielle chilienne de 2009-2010

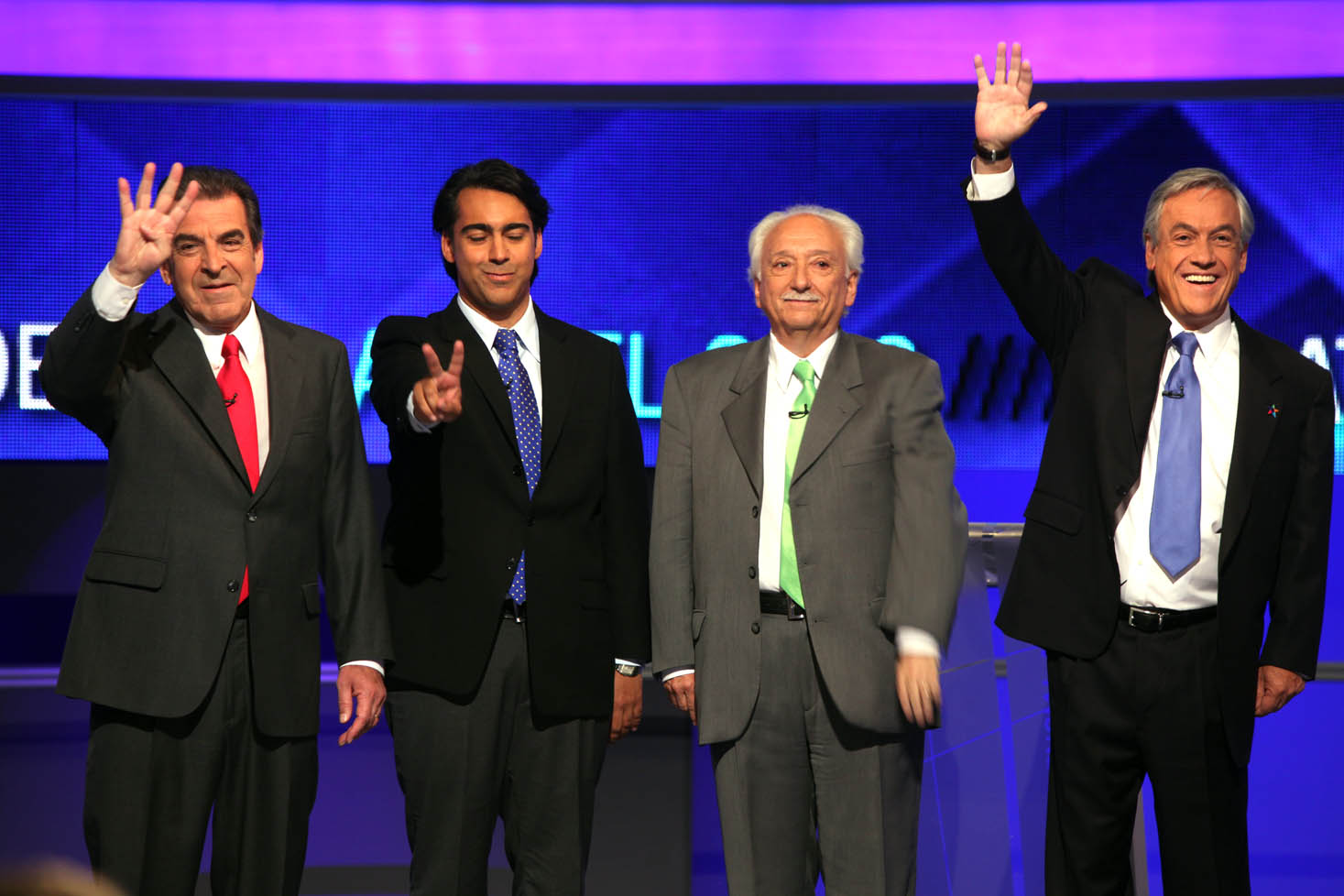
Eduardo Frei, Marco Enríquez-Ominami, Jorge Arrate et Sebastián Piñera réunis à l'occasion d'un débat télévisé.

L'élection présidentielle chilienne de 2009-2010 a été remportée le 17 janvier 2010, au second tour, par Sebastián Piñera (Rénovation nationale-Coalition pour le changement, droite), avec 51,61 % des voix. Opposé au démocrate-chrétien Eduardo Frei (Concertation des partis pour la démocratie, centre-gauche), Piñera succède pour un mandat de quatre ans à la socialiste Michelle Bachelet. C'est la première fois depuis la chute de la dictature d'Augusto Pinochet que la droite gouverne le pays.
La gauche a présenté trois candidats lors du premier tour de la présidentielle, qui eut lieu le dimanche 13 décembre 2009, en même temps que les élections parlementaires.
Par ailleurs, bien que la Concertation (coalition de gauche) ait réalisé son plus mauvais score aux élections parlementaires depuis 20 ans, elle conserve toutefois la majorité au Sénat et ne détient qu'un siège de moins que la « Coalition pour le changement » à la Chambre des députés, tandis que  le Parti communiste faisait son entrée au Parlement pour la première fois depuis le coup d'État de 1973. La gauche, dans son ensemble (Concertation, Juntos Podemos Más et Nouvelle majorité pour le Chili), demeure majoritaire au Congrès avec un peu moins de la majorité absolue.

## Premier tour

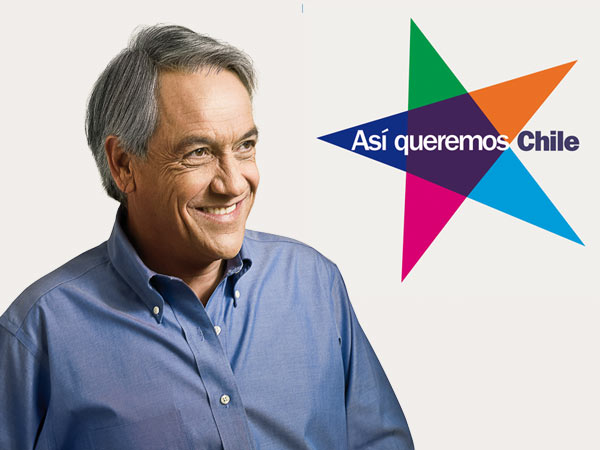
Affiche de campagne de Sebastián Piñera.

Après 20 ans de pouvoir de la Concertation des partis pour la démocratie, la coalition de centre-gauche qui a gouverné le pays depuis la fin de la dictature d'Augusto Pinochet, les Chiliens devaient choisir entre l'alternance politique ou la reconduction de la même majorité, qui s'est cependant fragmentée en présentant plusieurs candidats : le premier tour opposait ainsi un candidat de droite, Sebastián Piñera, à trois candidats de gauche.
Les Chiliens semblaient plutôt privilégier la première option, en mettant en tête du premier tour Sebastián Piñera (44,06 % des voix), candidat de la Coalition pour le changement (droite) et homme d'affaires milliardaire, qui avait affronté la présidente sortante lors de l'élection de 2005. Le candidat officiel de la Concertación, Eduardo Frei Ruiz-Tagle (Parti démocrate chrétien), président de 1994 à 2000, soutenu par le Parti socialiste qui n'a pas présenté de candidature spécifique, est arrivé deuxième (29,60 %).
Un candidat indépendant issu de la Concertación, le jeune Marco Enríquez-Ominami, ancien député socialiste, n'est pas parvenu au second tour malgré un résultat important (plus de 20 % des voix), tandis que Jorge Arrate, ancien leader du PS, a quitté celui-ci, refusant de soutenir un éventuel troisième mandat d'Eduardo Frei, obtenant un peu plus de 6 % des voix pour Juntos Podemos Más, alliance intégrée en particulier par le Parti communiste.
| Candidat                | Coalition-Parti                                                               | Suffrages exprimés | Pourcentages |
| ----------------------- | ----------------------------------------------------------------------------- | ------------------ | ------------ |
| Sebastián Piñera        | Coalition pour le changement-Rénovation nationale (droite)                    | 3 074 164          | 44,06        |
| Eduardo Frei Ruiz-Tagle | Concertation des partis pour la démocratie-démocrate-chrétien (centre-gauche) | 2 065 061          | 29,60        |
| Marco Enríquez-Ominami  | Nouvelle majorité pour le Chili-sans étiquette (gauche)                       | 1 405 124          | 20,14        |
| Jorge Arrate            | Juntos Podemos Más-Parti communiste (gauche)                                  | 433 195            | 6,21         |

## Second tour
| Candidat                | Coalition-Parti                                                               | Suffrages exprimés | Pourcentages |
| ----------------------- | ----------------------------------------------------------------------------- | ------------------ | ------------ |
| Sebastián Piñera        | Coalition pour le changement-Rénovation nationale (droite)                    | 3 591 182          | 51,61        |
| Eduardo Frei Ruiz-Tagle | Concertation des partis pour la démocratie-démocrate-chrétien (centre-gauche) | 3 367 790          | 48,39        |